# Approches traditionnelles de la transmission du Coran

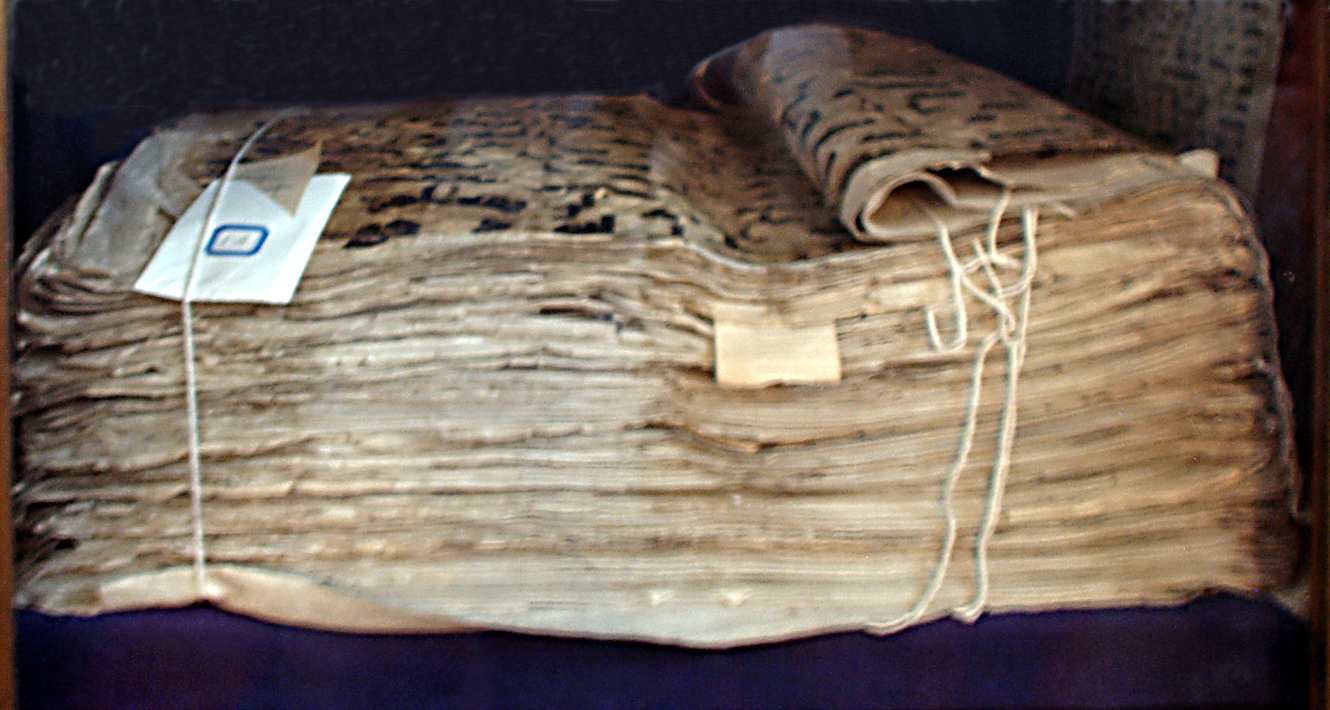
Exemple de reconstruction historique traditionnelle : plusieurs Corans tardifs (fin VIIIe siècle -IXe siècle) sont appelés par les traditions "Coran d'Othman".

L'approche traditionnelle de la transmission du Coran consiste dans le regroupement des récits sur la révélation coranique et la mise par écrit du Coran, tous transmis par des traditions anciennes couchées par écrit au cours des premiers siècle de l'islam. Cette approche est généralement acceptée comme un récit historique fiable, par les musulmans.
« Les savants occidentaux ont dans un premier temps traité ces données comme s'il s'agissait de récits historiques, mais cette attitude a fait place à des positions extrêmement critiques dès la fin du XIXe siècle ». Aujourd'hui, de nouvelles approches réétudient les traditions musulmanes comme document ancien pouvant faire l'objet, en eux-mêmes, de recherches historiques. Cet article est non pas un article sur l'histoire du Coran mais « une histoire de la transmission d'une vision des débuts du Coran ».

## La Révélation et la collecte coranique

### Récit traditionnel
Selon la tradition musulmane, Mahomet effectue de nombreuses retraites spirituelles, à l'instar de ce que font les hunafâ, des ascètes de tendance monothéiste qui annoncent la fin des temps. il y vit alors une expérience spirituelle forte. La tradition musulmane affirme que c'est en 610 que, pour la première fois, l'archange Gabriel (Jibril) lui serait apparu dans la grotte de Hira où il avait coutume de se recueillir et lui aurait transmis, selon les croyances musulmanes, la révélation, la parole de Dieu. Mahomet, qui a alors 40 ans, commence à transmettre des versets qu'il déclare être révélés par Allah et dictés en arabe par Gabriel. La Révélation coranique est qualifiée dans le Coran lui-même par des formes dérivant de la racine n-z-l, signifiant « descendre ».

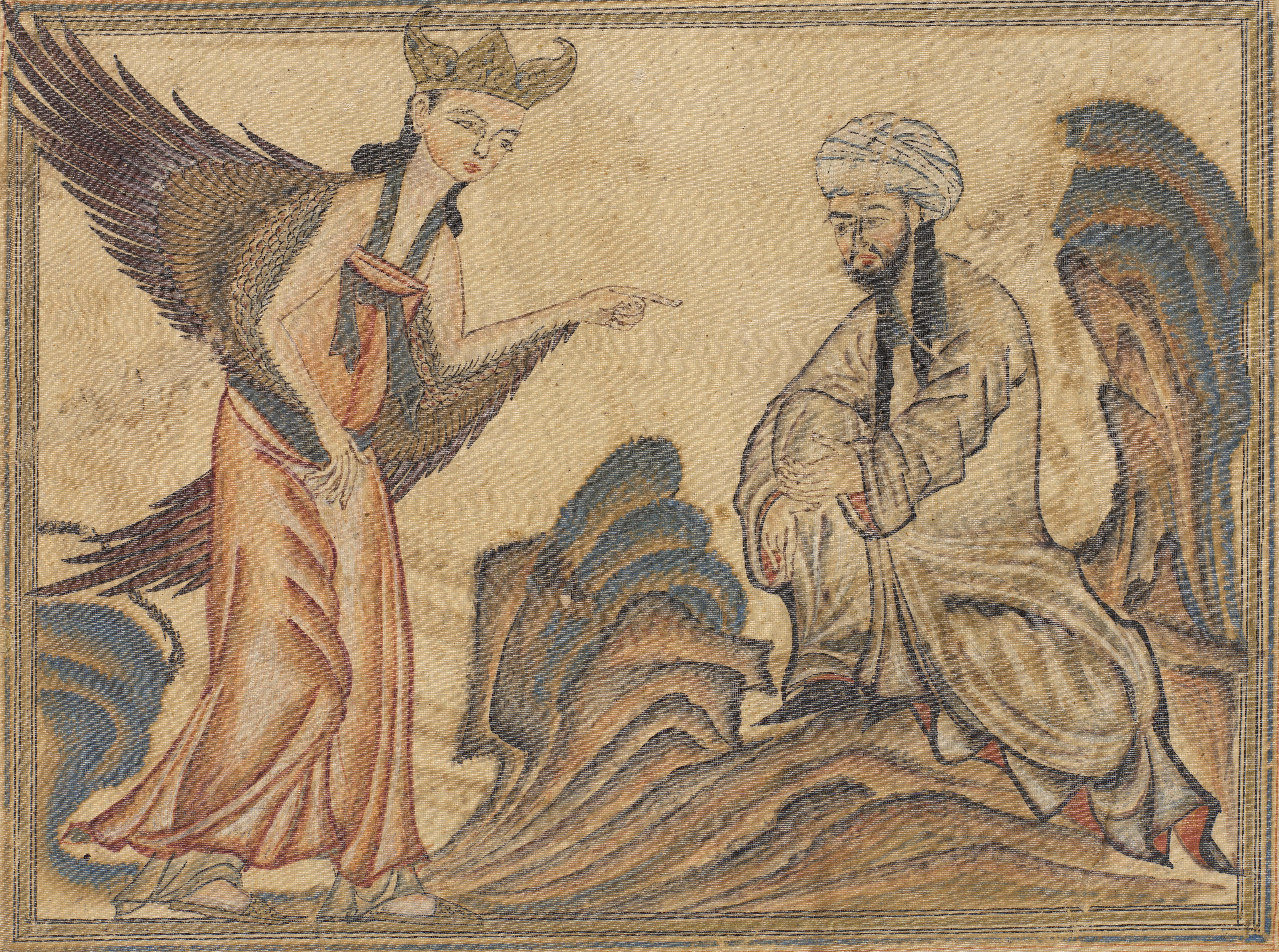
Mahomet recevant la première révélation de Gabriel, Jami' al-Tawarikh par Rashid al-Din, 1307.

Une révision annuelle du Coran se faisait entre l'archange Gabriel et Mahomet durant le Ramadan. La dernière, en l'occurrence une double révision, est celle qui eut lieu l'année de son décès. D'après les récits traditionnels, il n'existe pas de texte coranique sous forme de livre mushaf à la mort de Mahomet.
Selon les traditions musulmanes, au tout début de la révélation, le Coran a été d'abord mémorisé. Les traditions parlent même de certains compagnons de Mahomet venant l'interroger sur la manière de réciter tel ou tel chapitre. Durant la vie de Mahomet, la transmission des textes se faisait principalement oralement, fondée sur cette « récitation » qu'évoque précisément le terme qur'ān, même après l'établissement à Médine. Certains versets ou groupes de versets auraient été occasionnellement écrits sur des omoplates de chameaux ou des morceaux de cuir, par des croyants. Il s'agit de témoignages fragmentaires et rudimentaires de la notation.

### Critique historique
Lorsque l'archange Gabriel (Jibril en arabe) serait apparu à Mahomet et lui aurait communiqué les premiers versets du Coran, il aurait dit : « Lis ! (ou récite !) Au nom de ton Seigneur qui a créé » (Coran, sourate 96 : L'Adhérence (Al-'Alaq), 1). Le mot rendu par lire est iqra', dérivé du mot qara'a qui signifie « rassembler ce qui est dispersé ou épars ». « Or, plusieurs savants contemporains (U. Rubin, A.-L. de Prémare) estiment que philologiquement, la forme verbale utilisée est le calque d'un verbe hébreu, signifiant : « Appelle », « Invoque le Nom de ton Seigneur » et serait un appel à la prière et non un envoi.
Le terme collecte jama'a a été rendu ambigu par les lexicographes musulmans pour y rajouter l'idée de mémorisation. Cette évolution permet de résoudre des contradictions internes aux traditions et d'occulter les luttes entourant la mise à l'écrit du Coran. Un autre terme, ‘araḍa, rend ambigus les récits sur la compilation du Coran qui désigne à la fois l'enseignement par la mémoire mais possède aussi un sens de collation du texte écrit.

## La compilation du texte

### Une compilation en deux étapes sous Abu Bakr et Othman
Selon les récits traditionnels, le calife Abū Bakr (r. 632-634) est le premier compilateur du Coran. Sur les conseils d'Umar et craignant la disparition des témoins et mémorisateurs du Coran, il aurait chargé l'un des scribes de Mahomet, Zayd b. Ṯābit, de mettre par écrit sur des feuillets (Suhuf) les versets mémorisés. Ceux-ci auraient été remis au calife puis transmis à sa mort à sa fille Ḥafṣa, l'une des veuves de Mahomet.

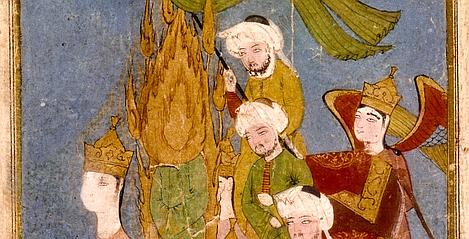
Mahomet et les trois premiers califes, dont Abou Bakr et Uthman, XVIe siècle.

Les récits font du risque d'oubli du Coran à la suite de la mort de récitateurs lors de la bataille d'al-‘Aqrabā. l'origine de la première compilation du Coran. Ce récit n'est, pour Dye, pas plausible. En effet, d'après les sources musulmanes elles-mêmes, seules deux personnes supposées connaître le Coran sont mortes durant cette bataille. Pour l'auteur, le terme récitateur (qurra) est une mécompréhension d'ahl al-qurā, ce qui signifie « villageois ».
Sous le calife Othman, des divergences dans la récitation du Coran seraient apparues. Ce dernier aurait alors décidé de réunir l'ensemble des sourates en un ouvrage (mushaf). Pour ce faire, il demande à Hafsa de lui faire parvenir ses feuillets du Coran qu'elle garde depuis la mort d'Abû Bakr et fait préparer alors plusieurs copies. Cette tâche est confiée à Zayd ibn Thabit, `Abdullah ibn az-Zubayr, Sa`id ibn al-As, et Abdur Rahman ibn Harith ibn Hisham. `Ali ibn Abi Talib qui détient un manuscrit compilé par lui-même après la mort de Mahomet dont l'ordre des sourates n'est pas la même (celui-ci suit l'ordre chronologique) ne fait aucune objection au mushaf établi par la commission d'Othmân,. Une commission de scribe fut chargée de ce travail et l'ouvrage fini fut envoyé dans de nombreuses villes de l'empire. Cette diffusion fut accompagnée de la destruction des autres codex. Cette recension est critiquée par d'autres compilateurs du Coran comme Abdullah ibn Mas`oûd qui était présent lors de la dernière répétition du Coran par Gabriel en présence de Mahomet.
Pour François Déroche, « La constitution presque simultanée de recensions concurrentes, celles d'Ubayy ou d'Ibn Mas‘ûd par exemple, fait ressortir les enjeux de cette opération : les recueils sont des instruments de pouvoir ou d'opposition, associés à des groupes dont les intérêts divergent ».

### Une ou plusieurs traditions?
Il existe des divergences ou variantes entre les récits musulmans de la compilation par Othman. Ainsi, l'ensemble de ces récits n'évoquent pas l'idée d'envoi de codex dans les villes de l'empire. De même, le récit que Dye, nomme Habar 2, raconte qu'Othman aurait recopié en un codex les feuillets de Hafsa à la suite de l'observation de divergences entre des Syriens et des Irakiens dans les récitations coraniques. Face à des incohérences dans les récits entourant ces « feuillets de Hafsa », Dye voit en eux « un topos bien connu : pour justifier la recension officielle du texte sacré, on pose l'existence d'un écrit qui garantit que la transmission de la prédication originelle s'est faite de manière fiable et continue – et entre les mains des personnes les plus autorisées. ». Un deuxième topos pour expliquer leur absence est celui de leur destruction par Marwan. V. Comerro rejoint cette vision et présente ces évocations des feuillets d'Hafsa comme un rajout rédactionnel servant à réunir les récits de compilation sous Abu Bakr et celui sous Othman.
De Prémare remarque que l'auteur Ibn Saad, source importante « pour l'histoire de la transmission des traditions religieuses islamiques » ne semble volontairement pas vouloir évoquer la question de la collecte coranique. Il n'évoque ni Abu Bakr, ni Othman. Le seul, pour lui, à mener une collecte écrite, une « collecte dans les feuilles » est Omar. À l'inverse, pour Sayf ibn Omar de Koufa et Ibn Chabba de Bassora, si rien ne s'est passé sous Abu Bakr, des collections sont évoquées sous Othman.
D'autres compilations ont été faites, notamment le corpus d'Abdullah ibn Mas`oûd, qui perdura trois siècles mais également de Ubay ibn Ka'b et de Ali ibn Abi Talib. Selon des témoignages tardifs, elles différent en certains points du texte, ainsi que sur le nombre et l'ordre des sourates. « Aucun de ces codex ne nous est parvenu ». Un motif courant dans les récits anciens est celui de la destruction volontaire des feuillets ou codex plus anciens. Pour Dye, « L'existence même de certains de ces codex me paraît douteuse  […] il serait imprudent d'en conclure que ces ṣuḥuf ressemblaient au Coran tel que nous le connaissons et qu'ils correspondaient de près à la description que nos sources font des codex dits « pré-‘uṯmāniens ». ».
Gilliot remarque qu'un certain nombre de musulmans des premiers siècles ont rejeté et critiqué la vulgate d'Othman, à commencer par les compagnons de Mahomet qui avaient des recensions différentes. Ces individus n'ont pas tous été reniés par le sunnisme postérieur. Sont particulièrement visées les sourates CXI, LXXIV, XII... Certaines de ces critiques sont basées sur des raisons théologiques ou morales. Ainsi, la sourate XII était considérée comme un conte profane.
V. Comerro soulève l'existence de plusieurs récits traditionnels autour de la figure de Zayd. Selon al-Bukhārī, celui-ci aurait réuni le Coran à partir de fragments préexistants et des dictées de personnes le connaissant par cœur. Selon d'autres traditions Zayd possède un codex depuis l'époque même de Mahomet. Selon une tradition tardive, Mahomet aurait même fait une récitation sur son mushaf. Cet exemple permet de mettre en valeur l'existence d'une « théologisation » de ces traditions, forgées ou modifiée à des fins théologiques. Ces récits, en deshistoricisant les traditions, cherchent à  montrer une vision consensuelle.

### Le rôle d'al-Zuhrī dans la création d'un récit officiel
Cette mise en avant du récit de l'universalisation sous Othman est progressive et est, en partie due aux savants musulmans médiévaux. Pour François Déroche, « la mise par écrit de ce corpus de récits relatifs à Muḥammad et aux premiers temps de l'islam a pris place dans le courant du VIIIe siècle, à une date plus haute que ce qui était communément admis par les islamologues, leur transmission initiale s'est faite oralement. ». Pour cet auteur, « Lorsque l'on analyse les points de vue traditionnels, on y distingue une volonté collective tenace, dont nous pouvons observer le cheminement de ‘Uthmān à al-Bukhārī, en faveur d'une simplification de la situation en ce qui concerne le Coran, ou pour être plus précis, en faveur d'un texte légitimement unique ».
Toutes les traditions de compilation sous Abu Bakr et celle d'Othman remontent à Ibn Shihāb al-Zuhrī, comme cela a été démontré par Harald Motzki selon une méthodologie dite " Isnad-Cum-Matin Analysis " qui consiste à reconstituer les chaines de transmission des récits de la tradition, jusqu'au rapporteur principal qui se trouve être, le fameux Ibn Shihāb al-Zuhrī mais pour François Déroche, « il n'est pas totalement certain que le récit d'al-Zuhrī ne soit pas le résultat sinon d'une falsification totale, du moins d'une réécriture de l'histoire ». Les sources anciennes montrent, en réalité, une multiplicité de traditions. Ibn Shihāb al-Zuhri, qui connaissant alors des manuscrits plus précis que les premiers manuscrits connus, pourrait avoir « perdu de vue le caractère très défectif de l'écriture de ces manuscrits » et attribué à Othman, dans son récit, des éléments plus récents « qui, de fait, avaient apporté une solution aux nombreux points défectueux ». L'examen de fragments, pourtant censés être postérieurs à Othman, montre que l'écriture manque encore de précision. L'absence de diacritique sur toutes les lettres laisse « la porte ouverte aux divergences ».
« La nature de l'intervention du calife ‘Uthmān serait donc différente de celle que la tradition lui attribue. » Pour Déroche, si son implication dans la transmission du texte coranique ne semble pas remise en cause, son rôle semble davantage « dans la mise en place d'un modèle qui donne une identité visuelle », dans la formation et la sauvegarde d'une vulgate. « La « vulgate ‘uthmānienne » en revanche, soutenue par l'autorité califienne — par ‘Uthmān d'abord, puis par les Omeyyades et les Abbassides, contrôlée et éditée sur la durée, a débouché sur un texte stable dont les manuscrits coraniques contemporains du parisino-petropolitanus contiennent les éléments fondamentaux ». En restituant diacritique et vocalisation, « on peut admettre que le texte conservé dans les manuscrits les plus anciens, à une exception notable, correspond à celui de ‘Uthmān ». Néanmoins, « Il n'est pas sûr que les copistes et lecteurs de ces copies aient été tous d'accord entre eux — ni qu'ils l'auraient été avec le lecteur contemporain. ».

## Une finalisation ommeyade du texte.

### Les modifications d'al-Hajjaj
Après la mise en codex d'Othman, la lecture du Coran restait problématique. L'absence des voyelles brèves et de certaines voyelles longues, des diacritiques de consonne rend le texte ambigu. Gilliot rappelle que ces manques concernent, pour les fragments les plus anciens conservés, plus de la moitié des lettres du texte. La désambiguïsation du texte est la dernière étape dans la vision traditionnelle de la collecte du Coran. Pour certains, l'initiative provient du gouverneur Ubayd Allah b. Zihâd, son secrétaire aurait alors rajouté deux mille articulations au texte.
L'autre nom associé à cette étape est al-Ḥaǧǧāǧ, « l'homme fort du régime omeyyade ». Selon les sources, il aurait juste corrigé des lectures déficientes ou réordonné les versets et les sourates. Pour d'autres, il aurait perfectionné l'écriture par l'ajout des diacritiques manquants,. Selon Malik ben Anas et en contradiction avec le récit officiel de collecte othmanienne, al-Ḥaǧǧāǧ est le premier à avoir envoyé des exemplaires dans les centres de l'Empire.

### Al-Hajjaj et sa juste place?
Sur cet épisode, les sources musulmanes sont encore contradictoires.« Pour beaucoup de chercheurs, le codex d'al-Ḥaǧǧāǧ n'est qu'une version améliorée du codex de ‘Uṯmān – mais cette thèse ne fait que répéter les récits de la tradition sunnite. », eux-mêmes peu clairs et enfermés dans un cadre dogmatique. Ces traditions sont nées après la canonisation du Coran lorsqu'il est devenu inconcevable qu'il ait évolué. Amir-Moezzi rappelle que le récit de l'orthodoxie majoritaire d'associer des collectes à Abu Bakr et à Uthman est un moyen de présenter un écrit ayant peu de chance d'être altéré.

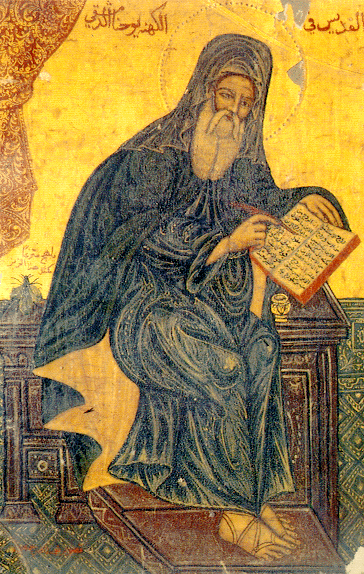
Jean de Damas, icône arabe, XIXe siècle.

La biographie consacrée à Abd el-Malik par Ibn Saad raconte comment à cette époque Abd al-Malik évoque dans un discours l'existence de deux corpus, l'un remontant à Othman, l'autre provenant de Zaïd et contenant des prescriptions légale, dont il aurait tenu compte. Pour de Prémare, « Quant à la mise de l’opération d’unification du Coran définitif sous le label d’Othman, à la fois en tant que compagnon et successeur du prophète et en tant qu’ancêtre éponyme de la dynastie omeyyade se réclamant de son patronage, c’est un procédé d’attribution après coup bien connu ailleurs, et à propos duquel on ne s’émeut plus aujourd’hui. »
Il est difficile aujourd'hui de cerner exactement les innovations d'al-Ḥaǧǧāǧ. Selon les traditions, elles sont limitées et ne toucherait que 11 mots du rasm, l'organisation du corpus, l'ajout de diacritiques... Si les premiers points ne peuvent être confirmés par les traces matérielles, le dernier est contredit par la tradition manuscrite.
Il est, pour Dye, révélateur que les sources chrétiennes, bien que polémiques, donnent un rôle beaucoup plus important à la réforme d'al-Ḥaǧǧāǧ. Si de nombreux chercheurs suivent le récit traditionnel, Dye considère que « ces jugements me paraissent très révélateurs. Pourquoi considérer comme allant de soi que ce sont les sources chrétiennes ou chiites qui, pour des motifs polémiques, exagèrent les interventions faites par al-Ḥaǧǧāǧ, alors que l'on pourrait aussi bien dire que ce sont les sources sunnites qui, pour des motifs tout autant idéologiques, minimisent les modifications ? ». Plusieurs témoignages comme un hadith de Muslim vont dans ce sens. De même, des descriptions de Jean de Damas (début VIIIe siècle) de versets coraniques associent dans le même texte des versets qui sont, dans le Coran actuel, dans des sourates différentes.

## Guerres civiles et accusations de falsifications du Coran
La période de mise en place du Coran est, d'après des sources musulmanes, une période de grandes violences et de guerres civiles. Selon Amir-Moezzi, les sources religieuses sunnites ont eu tendance à cacher et atténuer cette violence afin de légitimer l'arrivée au pouvoir d'Abu Bakr. Dans le chiisme, les sources présentent Ali comme le successeur légitimement désigné par Mahomet selon un schéma classique de successions des prophètes bibliques. Pour Madelung, l'étude des textes sunnites permettraient à eux seuls de prouver le coup d'état illégitime d'Abu Bakr au détriment d'Ali. Des références voire une défense de la famille de Mahomet sont présents dans de nombreux écrits sunnites des premiers siècles.

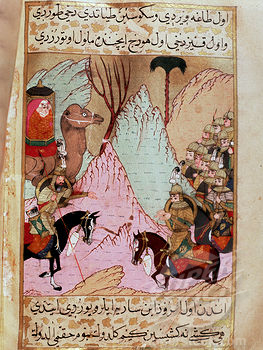
Bataille du Chameau, première grande guerre civile entre musulmans à la suite de l'assassinat du calife Othmân ibn Affân. Cette guerre intestine est également appelée la Première Fitna.

Pour certains auteurs musulmans des premiers siècles de l'islam, principalement alides, le Coran a été falsifié par le pouvoir des premiers califes. Pour les alides, ce Coran non falsifié contient des références claires à Ali ainsi que des noms d'adversaires de Mahomet. Selon les alides (qui deviendront des chiites), cette falsification explique la faible présence de Mahomet comme personnage dans le Coran. La croyance chiite dans un Coran complet sauvegardé par Ali et rapporté à la fin des temps est majoritaire jusqu'au Xe siècle, date à laquelle les chiites ont « été contraints » d'adopter la version officielle sunnite pour des raisons aussi bien doctrinales, politiques (prise du pouvoir par des shiites) qu'historiques (« établissement définitif des dogmes et de l'orthodoxie islamiques » qui ne peuvent plus être remis en cause). « Il y a toujours eu dans le chiisme un courant minoritaire, presque « souterrain » qui va soutenir cette thèse de la falsification, et ce jusqu'à nos jours. ».
Selon Amir-Moezzi, le sunnisme a essayé a posteriori d'occulter les polémiques sur le texte coranique des débuts. Toujours selon lui, le codex de Sanaa, au-delà des changements orthographiques et lexicographiques, possèdent des variations dans l'ordre des sourates ou la découpe des versets qui rapproche davantage ce manuscrit des recensions alide (futurs chiites) que de la vulgate uthmanienne. Les parties les plus altérées du Coran, pour les chiites, sont celles qui touchent à la famille directe de Mahomet, qui selon certains Hadiths, sont avec le Coran, ce que Mahomet a appelé les « objets précieux ». La disparition des noms et donc du contexte des écrits coraniques rend celui-ci muet, silencieux et, pour le chiisme, seul l'imam peut le rendre parlant. Cette doctrine mène vers une approche plus secrète de la lecture coranique dans le chiisme. Dès le Ier siècle de l'Hégire, de nombreux livres d'explication du Coran sont ainsi écrits. Ces ouvrages contiennent souvent des extraits du Coran d'Ali, absents du Coran uthmanien. Ceux-ci sont caractérisés par la présence de nombreux noms de personnages. Des auteurs sunnites critiquèrent l'authenticité de la version uthmanienne. C'est notamment le cas des sourates 1, 12 et 114. « Il est significatif de constater qu'un certain nombre de données reconnues comme étant typiquement chi'ites […] ont été pourtant transmises par de prestigieux auteurs sunnites : […] répression et massacre des membres éminents de la Famille prophétique par le pouvoir califal, etc. ». Ces critiques sont encore plus présentes dans le monde chiite. Pour eux, la version originale complète du Coran a été falsifiée et réduite.
Pour Amir-Moezzi, une étude historique ne se basant que sur les écrits sunnites ne correspond pas aux critères d'une recherche scientifique. Bien que teintées d'idéologie (comme les premiers écrits sunnites), les sources chiites concordent davantage avec la recherche historico-critique. Moins connus que les sources sunnites, ces textes ont fait l'objet de moins d'études dans le monde de la recherche. Pour Amir Moezzi, le point de vue des vaincus converge avec les données historiques connues et transparaît dans certains écrits sunnites « malgré la censure ». Pour Amir Moezzi, « cette théorie de la falsification du Coran est appuyée par un grand nombre d'orientalistes qui, se servant de sources sunnites comme chiites, ont montré que pendant les trois ou quatre premiers siècles de l'islam, plusieurs Corans, de forme et de contenu différents, ont circulé sur les terres musulmanes ». Pour l'auteur, « Le Coran officiel mis a posteriori sous le patronage de `Utman, a en fait été établi plus tard, probablement sous le califat de l'omeyyade Abd Al-Malik (685-705) ». À suivre ces données, « afin de justifier ces exactions, le pouvoir califal […] altéra tout d'abord le texte coranique et forgea tout un corpus de traditions faussement attribuées au Prophète […] ». « Selon la vision historique du shi'isme, « l'islam » majoritaire officiel, la religion du pouvoir et ses institutions, ont été élaborés par les ennemis de Muhammad […] ».

## Quel consensus?
Si cette tradition canonique de la collecte du Coran est acceptée par de nombreux chercheurs, elle est, pour d'autres, une « version dominante [mais] bien sûr, il en existe d'autres ». Pour A.-L. de Prémare, cette version connaît des contradictions entre les récits. Dans l'histoire de la compilation coranique, « Selon les récits qui seront retenus, on ne fait qu'améliorer le texte existant dans le domaine de la graphie et de la grammaire. Selon d'autres, on reprend presque totalement les choses, et on fait détruire tout ce qui existait antérieurement ». Pour Rémi Brague, la version canonique ne « rend compte que d'une partie des témoignages, qui se contredisent les uns les autres ». Pour Gilliot, « les récits [au sujet de la collecte du Coran] comportent de nombreuses contradictions qui conduisent à se poser des questions sur la véracité de la version musulmane des faits ».
Selon A.-L. de Prémare, cette version canonique fut « fabriquée » par Boukhari entre 850 et 870. Sa version, bien qu'en contradiction avec d'autres auteurs contemporains qui, entre autres, associent la collecte à Abd el-Malik deviendra « la base d'une sorte de catéchisme sur le sujet ». Chez Boukhari, la collecte est présentée de manière ininterrompue sous l'autorité des trois premiers califes rachidun, compagnons de Mahomet. Pour Amir-Moezzi, la plupart des traditions liées à la collecte du Coran naissent à l'époque omeyyade, quelques dizaines d'années après les faits « quelques dizaines d'années qui comptent pour plusieurs siècles tant entre les deux époques, les énormes conséquences des guerres civiles et des grandes et fulgurantes conquêtes ont bouleversé l'histoire et la mentalité des premiers musulmans. ».
A.-L. de Prémare s'appuie sur trois genres littéraires : les livres historiques écrits au VIIIe siècle et suivants par des musulmans, sur les akhbars (récits ou informations selon un style propre à l'Antiquité) et sur les hadiths pour étayer l'hypothèse de l'existence de versions différentes du Coran. Citons un seul des arguments développés par l'auteur : `Uthmân « ordonne que l'on brûle toute autre collection écrite ou codex ». C'est par cette phrase que nous sommes informés, comme incidemment, de l'existence d'autres écrits.
Pour A.-L. de Prémare, « la version de Boukhari [de la collecte coranique] est débordée de toutes parts » puisqu'elle est contraire aux études paléographiques mais aussi aux autres récits anciens de la collecte coranique. Ainsi, pour Malik ben Anas (706-796), l'envoi des premiers Corans officiels date du gouverneur omeyyade Hajjaj ben Youssouf sous le califat d'Abd el-Malik. Cette version s'appuie d'autres textes contemporains. Ibn Saad associe une « collecte de feuille » au calife Omar et évoque l'existence de plusieurs corpus sous Abd el-Malik. Sayf et Ibn Chabba évoquent un travail de compilation à Médine sous le règne d'Othman mais des destructions de documents sont attestées jusqu'à la fin duVIIe siècle.
Ces récits traditionnels de la composition du Coran forment une histoire officielle « devenue quasiment un élément du dogme, au même titre que sa révélation divine ». Pour Anne-Sylvie Boisliveau, « [Viviane Comerro] revient une dernière fois, et magistralement, prouver qu'il y a eu « théologisation progressive de l'histoire du texte canonisé » : les informations transmises en Islam à propos de la manière dont le Coran a été rassemblé et fixé ont été rendues conformes au dogme définissant le Coran ».